# Station Salem
Salem is een spoorwegstation in de Indonesische provincie Midden-Java.

## Bestemmingen
- Banyubiru: naar Sragen en Semarang Poncol
- Pandanwangi: naar Solo Balapan en Semarang Poncol
- Brantas: naar Kediri en Jakarta Tanahabang